# Josep Cardell Pasqual
Josep Cardell Pasqual (Llucmajor, Mallorca, segle xvii - Palma, 1739) fou un prevere mallorquí.
Cardell es doctorà en teologia i en ambdós drets. Fou succentor de la Seu de Mallorca, procurador del Capítol de Roma el 1710 i rector de la Universitat Literària de Mallorca entre 1712 i 1715.